# 晒 (刑罰)

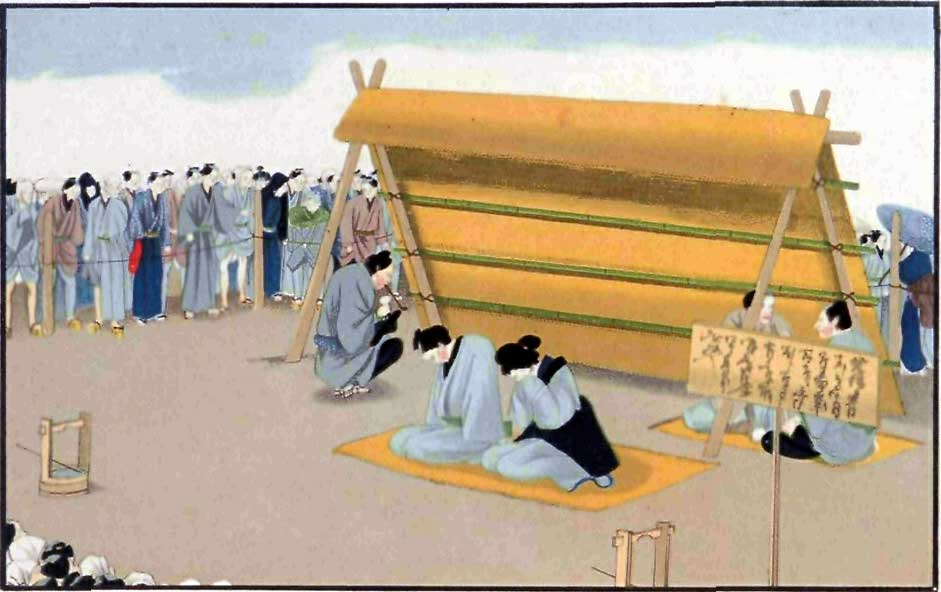
不貞による晒し刑。幕末

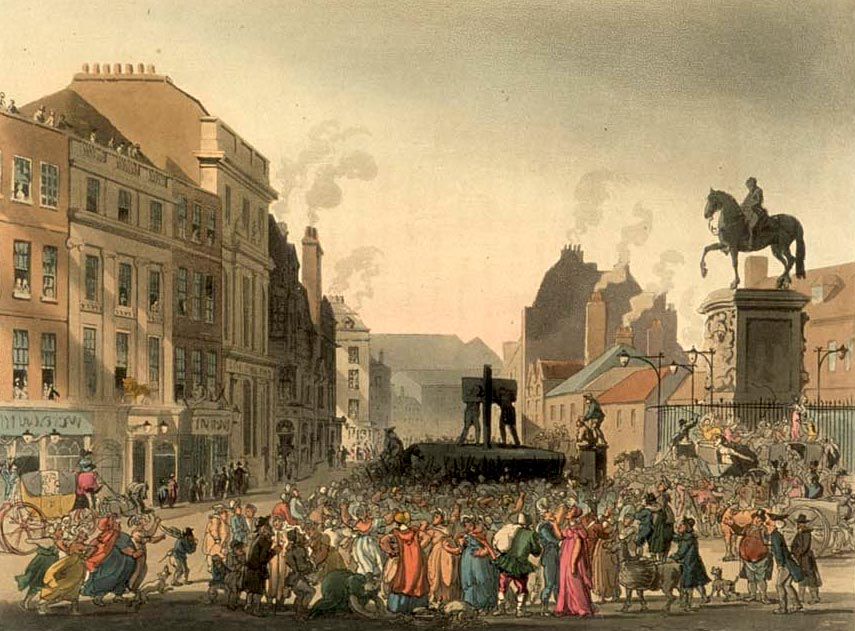
イギリスのチャリングクロスの晒し台

晒（さらし）は罪人の名誉や社会的地位を奪う目的で一定の手続きのもとで公衆に晒すこと。
人口が増え都市化される前の古代世界で親類や隣人の面前で晒し者にされることが制裁として行われた。以後も歴史上を通じて行われた（くわしくは後述）。
身体刑と異なり、受刑者に怪我や身体的苦痛を与えない点で近代の自由刑にも通じる。

## 近世日本における晒
江戸時代の日本における刑罰には、穴晒（あなさらし）と陸晒（おかさらし）の2種類があり、体を地面に埋めて首だけを地上に晒す穴晒は鋸挽きの際に行われた。江戸では日本橋南詰高札場がその処刑場として用いられた。
罪人を縛り上げ路傍に置き見せしめにする陸晒は主に付加刑として行われた。江戸では日本橋高札場の正面東方の空き地で行われ、囚人は手だけを自由にして本しばりされた。晒されている者の前には罪状を記した捨札を立てた。晒の時間は朝五ツ時から夕七ツ時までとされた。主人を殺した者は晒のうえ鋸挽き、負傷させた者は晒のうえ磔にされ、相対死（心中）で2人とも生き残った場合は三日晒の上非人手下となった。通常は付加刑として科されるが、僧の女犯には単独の刑罰として晒が科されることもあった。
この刑は1869年（明治2年）7月8日に出された刑法官指令により、市中引き回し・鋸挽きと共に廃止するよう指示が出されている。但し、その後も、晒しを付加する刑が出されており、杵築藩から頼まれたシャフル銃30挺が調達が出来ずに困り果て、大阪府川口居留地の外国人商会から手付金20両を持ち逃げした男性に対して、大阪府は1869年（明治2年）11月中旬に「川口居留地に3日間晒し、50回敲の上、700日徒罪」の判決を下している。この判決とは別に、廃止の指示が出される前であるが同年4月10日にも川口居留地の外国人居館からラシャを窃盗した男性に「川口居留地に3日間晒しの上、900日徒罪」の判決が下されている。

## ヨーロッパとその植民地
イギリスでは13世紀に晒し台が登場し、後にアメリカ植民地にも持ち込まれた。肉体的な罰ではなく精神的な屈辱を与えるものだが、晒しものにされるあいだ、大衆から石や汚物を投げつけられ、重傷を負うこともあった。
神聖ローマ帝国のトスカーナ大公レオポルド1世が死刑を廃止した際、殺人の罪に対して晒し台と生涯の強制労働が課されるようになった。
19世紀前半のフランスで死刑と並んで晒台は大衆を喜ばせる見世物となり、受刑者には焼きごてによる烙印が付けられることがあった。
人口が少なく住民が互いが知り合いであることの多かった17世紀の植民地時代の米国でも晒刑が行われた。